# Dos Caminos Sport Club
El Dos Caminos Sport Club fou un club de futbol veneçolà de la ciutat de Caracas.
Va ser fundat el 1925 i fou sis cops campió nacional durant l'època amateur. Jugava amb samarreta a ratlles blanques i negres.

## Palmarès
- Lliga veneçolana de futbol:[3]
  - 1936, 1937, 1938, 1942, 1945, 1949

- Copa veneçolana de futbol:[4]
  - 1933, 1945